# Linea principale San'in

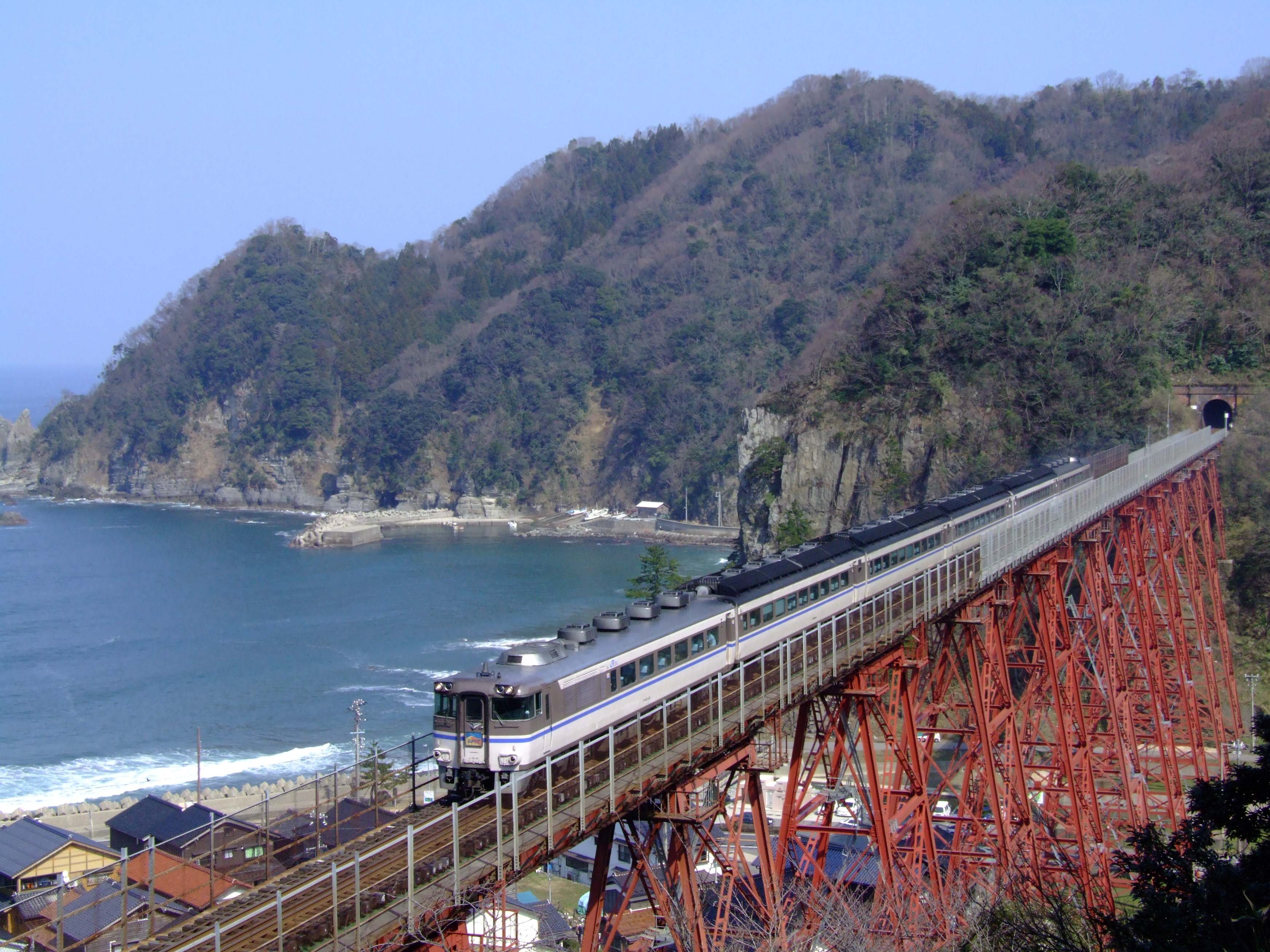
Il ponte ferroviario di Amarube

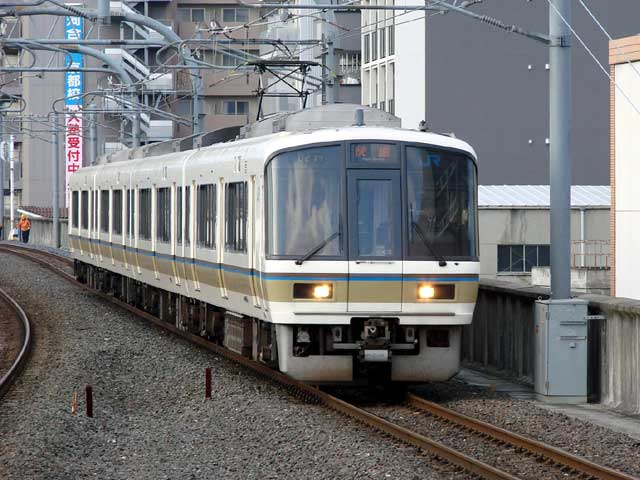
Un elettrotreno della serie 221 usato nella sezione urbana (linea Sagano)

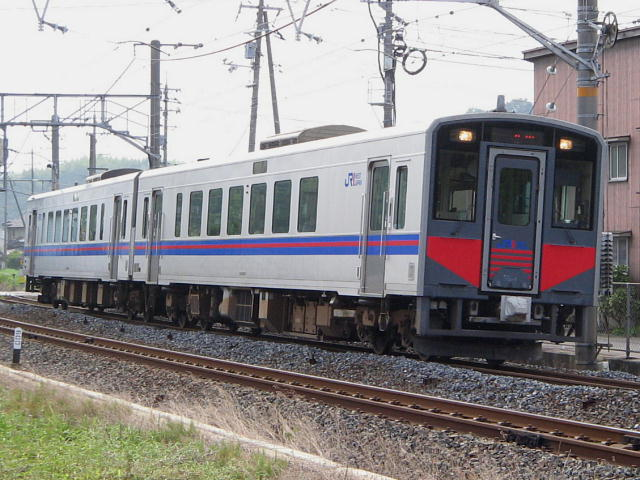
Treni a trazione termica, come questa serie 126, sono comuni sulla tratta non elettrificata a ovest

La linea principale San'in (山陰本線?, San'in Hon-sen) è una ferrovia di 676 km gestita da JR West, che collega la stazione di Kyoto, a Kyoto, con la stazione di Shimonoseki, a Shimonoseki nella prefettura di Yamaguchi. La linea corre per gran parte del suo percorso lungo la costa del Mar del Giappone, attraversando le prefetture di Kyoto, Hyōgo, Tottori, Shimane e Yamaguchi nella regione del San'in, da cui prende il nome. La linea è caratterizzata da diversi tipi di relazioni, ma non è al momento esistente un treno che effettui regolare servizio su tutta la lunghezza della linea.
La sezione direttamente a nord di Kyoto, fino a Sonobe è utilizzata dal servizio della linea Sagano, caratterizzata da servizi di tipo suburbano e frequenti.

## Dati principali
- Operatori e distanze
  - West Japan Railway Company (servizi e infrastruttura)
    - Da Kyoto a Hatabu: 673,8 km
    - Da Nagatoshi a Senzaki: 2,2 km

  - Japan Freight Railway Company (servizi)
    - Da Hōki-Daisen a Higashi-Matsue: 27,1 km
    - Da Okami a Masuda: 16,9 km
- Stazioni: 159
- Tratte a doppio binario: 
  - Kyoto – Sonobe
  - Ayabe – Fukuchiyama
  - Hōki-Daisen – Yasugi
  - Higashi-Matsue – Matsue
  - Tamatsukuri-Onsen – Kimachi
- Elettrificazione:
  - Kyoto - Kinosaki-Onsen 1500 V CC
  - Hōki-Daisen - Nishi-Izumo 1500 V CC
- Segnalamento ferroviario:
  - Da Kyoto a Nishi-Izumo: Controllo Automatico Treno
  - Da Nishi-Izumo a Hatabu: Sistema automatico speciale
- Velocità massima consentita (km/h):
- Kyoto - Saga-Arashiyama: 120
- Saga-Arashiyama - Umahori: 130
- Umahori - Ayabe: 120
- Ayabe - Fukuchiyama: 130
- Fukuchiyama - Tottori: 95
- Tottori - Izumoshi: 120
- Izumoshi - Masuda: 110
- Masuda - Hatabu: 95
- Nagatoshi - Senzaki: 85

## Servizi

### Lunga percorrenza
Su diversi segmenti della linea circolano vari treni espressi limitati a media e lunga percorrenza:
- Kyoto - Ayabe
  - Maizuru (Kyoto - Higashi-Maizuru) circola composto con lo Hashidate e il Kinosaki
- Kyoto - Fukuchiyama
  - Hashidate(Kyoto - Amanohashidate)
- Kyoto - Kinosaki Onsen
  - Kinosaki (Kyoto - Kinosaki Onsen)
- Fukuchiyama - Kinosaki Onsen
  - Kounotori (Shin-Osaka - Fukuchiyama/Toyooka/Kinosaki Onsen)
- Wadayama - Tottori
  - Hamakaze (Osaka - Kasumi/Hamasaka/Tottori)
- Tottori - Masuda
  - Matsukaze (Tottori - Yonago/Masuda)
  - Super Oki (Tottori/Yonago - Shin-Yamaguchi)
- Tottori - Kurayoshi
  - Super Hakuto (Kyoto - Tottori/Kurayoshi) (via Ferrovia Chizu Express e linea Inbi)
- Hōki-Daisen - Yonago - Izumo
  - Yakumo (Okayama - Izumo) (via linea Hōki)

#### Treni notturni
- Hōki-Daisen - Yonago - Izumo
  - Notturno Sunrise Izumo (Tokyo - Izumo)

## Stazioni

### Da Kyoto a Sonobe
Questa sezione della linea, parte dalla stazione di Kyoto e, attraversando la città, si dirige verso nord-ovest fino ad arrivare a Sonobe. In questa tratta la frequenza dei treni è elevata e il materiale rotabile è di tipo metropolitano. Alcuni treni continuano fino a Fukuchiyama. Oltre ai treni per pendolari la tratta è sfruttata anche dagli espressi limitati diretti nella regione del San'in.

### Da Sonobe a Tottori
Rapid trains are operated as local trains and stop at every station between Sonobe and Fukuchiyama.
| Stazione          | Giapponese | Distanza da Kyoto | Collegamenti                                                             | Posizione          | Posizione |
| ----------------- | ---------- | ----------------- | ------------------------------------------------------------------------ | ------------------ | --------- |
| Sonobe            | 園部       | 34.2              | (Linea Sagano)                                                           | Nantan             | Kyoto     |
| Funaoka           | 船岡       | 38.2              |                                                                          | Nantan             | Kyoto     |
| Hiyoshi           | 日吉       | 41.9              |                                                                          | Nantan             | Kyoto     |
| Shinkyūdaigakumae | 鍼灸大学前 | 44.3              |                                                                          | Nantan             | Kyoto     |
| Goma              | 胡麻       | 47.1              |                                                                          | Nantan             | Kyoto     |
| Shimoyama         | 下山       | 51.9              |                                                                          | Kyōtamba, Funai    | Kyoto     |
| Wachi             | 和知       | 58.6              |                                                                          | Kyōtamba, Funai    | Kyoto     |
| Aseri             | 安栖里     | 60.7              |                                                                          | Kyōtamba, Funai    | Kyoto     |
| Tachiki           | 立木       | 65.5              |                                                                          | Kyōtamba, Funai    | Kyoto     |
| Yamaga            | 山家       | 69.0              |                                                                          | Ayabe              | Kyoto     |
| Ayabe             | 綾部       | 76.2              | Linea Maizuru                                                            | Ayabe              | Kyoto     |
| Takatsu           | 高津       | 80.3              |                                                                          | Ayabe              | Kyoto     |
| Isa               | 石原       | 82.8              |                                                                          | Fukuchiyama        | Kyoto     |
| Fukuchiyama       | 福知山     | 88.5              | - Linea Fukuchiyama - Ferrovia Kitakinki Tango (KTR): Linea KTR Miyafuku | Fukuchiyama        | Kyoto     |
| Kamikawaguchi     | 上川口     | 95.2              |                                                                          | Fukuchiyama        | Kyoto     |
| Shimo-Yakuno      | 下夜久野   | 102.4             |                                                                          | Fukuchiyama        | Kyoto     |
| Kami-Yakuno       | 上夜久野   | 109.8             |                                                                          | Fukuchiyama        | Kyoto     |
| Yanase            | 梁瀬       | 115.6             |                                                                          | Asago              | Hyōgo     |
| Wadayama          | 和田山     | 119.0             | Linea Bantan                                                             | Asago              | Hyōgo     |
| Yabu              | 養父       | 124.2             |                                                                          | Yabu               | Hyōgo     |
| Yōka              | 八鹿       | 131.2             |                                                                          | Yabu               | Hyōgo     |
| Ebara             | 江原       | 138.7             |                                                                          | Toyooka            | Hyōgo     |
| Kokufu            | 国府       | 142.4             |                                                                          | Toyooka            | Hyōgo     |
| Toyooka           | 豊岡       | 148.4             | KTR: Linea KTR Miyazu                                                    | Toyooka            | Hyōgo     |
| Gembudō           | 玄武洞     | 153.7             |                                                                          | Toyooka            | Hyōgo     |
| Kinosaki-Onsen    | 城崎温泉   | 158.0             |                                                                          | Toyooka            | Hyōgo     |
| Takeno            | 竹野       | 166.0             |                                                                          | Toyooka            | Hyōgo     |
| Satsu             | 佐津       | 173.4             |                                                                          | Kami, Mikata       | Hyōgo     |
| Shibayama         | 柴山       | 175.7             |                                                                          | Kami, Mikata       | Hyōgo     |
| Kasumi            | 香住       | 180.0             |                                                                          | Kami, Mikata       | Hyōgo     |
| Yoroi             | 鎧         | 185.4             |                                                                          | Kami, Mikata       | Hyōgo     |
| Amarube           | 餘部       | 187.2             |                                                                          | Kami, Mikata       | Hyōgo     |
| Kutani            | 久谷       | 191.8             |                                                                          | Shin'onsen, Mikata | Hyōgo     |
| Hamasaka          | 浜坂       | 197.9             |                                                                          | Shin'onsen, Mikata | Hyōgo     |
| Moroyose          | 諸寄       | 199.8             |                                                                          | Shin'onsen, Mikata | Hyōgo     |
| Igumi             | 居組       | 204.2             |                                                                          | Shin'onsen, Mikata | Hyōgo     |
| Higashihama       | 東浜       | 207.5             |                                                                          | Iwami, Iwami       | Tottori   |
| Iwami             | 岩美       | 211.9             |                                                                          | Iwami, Iwami       | Tottori   |
| Ōiwa              | 大岩       | 214.8             |                                                                          | Iwami, Iwami       | Tottori   |
| Fukube            | 福部       | 219.1             |                                                                          | Tottori            | Tottori   |
| Tottori           | 鳥取       | 230.3             | Linea Imbi                                                               | Tottori            | Tottori   |

### Da Tottori a Masuda
TL: Rapido Tottori Liner (快速とっとりライナー?)
AL: Rapido Aqua Liner (快速アクアライナー?)
CL: Rapido Pendolari (快速通勤ライナー?)
- Tutti i treni fermano nelle stazioni indicate da "●". La maggior parte fermano nelle stazioni indicate da "◎". La maggior parte non ferma dove indicato da "*". Nessun treno (eccetto i locali) ferma in corrispondenza di "-".
- I Rapidi pendolariuniscono Nishi-Izumo a Yonago, uno per direzione

| Stazione                | Giapponese | Distanza da Kyoto | TL | AL | CL | Collegamenti                          | Posizione        | Posizione |
| ----------------------- | ---------- | ----------------- | -- | -- | -- | ------------------------------------- | ---------------- | --------- |
| Tottori                 | 鳥取       | 230.3             | ●  |    |    | Linea Inbi                            | Tottori          | Tottori   |
| Koyama                  | 湖山       | 234.5             | ○  |    |    |                                       | Tottori          | Tottori   |
| Tottoridaigakumae       | 鳥取大学前 | 235.8             | ◎  |    |    |                                       | Tottori          | Tottori   |
| Suetsune                | 末恒       | 239.6             | ○  |    |    |                                       | Tottori          | Tottori   |
| Hōgi                    | 宝木       | 244.7             | ○  |    |    |                                       | Tottori          | Tottori   |
| Hamamura                | 浜村       | 247.6             | ●  |    |    |                                       | Tottori          | Tottori   |
| Aoya                    | 青谷       | 252.8             | ●  |    |    |                                       | Tottori          | Tottori   |
| Tomari                  | 泊         | 258.9             | ○  |    |    |                                       | Yurihama, Tōhaku | Tottori   |
| Matsuzaki               | 松崎       | 264.6             | ○  |    |    |                                       | Yurihama, Tōhaku | Tottori   |
| Kurayoshi               | 倉吉       | 270.1             | ●  |    |    |                                       | Kurayoshi        | Tottori   |
| Shimohōjō               | 下北条     | 275.2             | ○  |    |    |                                       | Hokuei, Tōhaku   | Tottori   |
| Yura                    | 由良       | 280.1             | ○  |    |    |                                       | Hokuei, Tōhaku   | Tottori   |
| Urayasu                 | 浦安       | 285.8             | ●  |    |    |                                       | Kotoura, Tōhaku  | Tottori   |
| Yabase                  | 八橋       | 287.6             | -  |    |    |                                       | Kotoura, Tōhaku  | Tottori   |
| Akasaki                 | 赤碕       | 291.3             | ●  |    |    |                                       | Kotoura, Tōhaku  | Tottori   |
| Nakayamaguchi           | 中山口     | 295.5             | -  |    |    |                                       | Daisen, Saihaku  | Tottori   |
| Shimoichi               | 下市       | 297.7             | ○  |    |    |                                       | Daisen, Saihaku  | Tottori   |
| Mikuriya                | 御来屋     | 303.6             | ○  |    |    |                                       | Daisen, Saihaku  | Tottori   |
| Nawa                    | 名和       | 304.7             | -  |    |    |                                       | Daisen, Saihaku  | Tottori   |
| Daisenguchi             | 大山口     | 308.8             | ○  |    |    |                                       | Daisen, Saihaku  | Tottori   |
| Yodoe                   | 淀江       | 312.7             | ○  |    |    |                                       | Yonago           | Tottori   |
| Hōki-Daisen             | 伯耆大山   | 318.2             | ●  |    |    | Linea Hakubi                          | Yonago           | Tottori   |
| Higashiyama-kōen        | 東山公園   | 321.2             | -  |    |    |                                       | Yonago           | Tottori   |
| Yonago                  | 米子       | 323.0             | ●  | ●  | ●  | Linea Sakai                           | Yonago           | Tottori   |
| Yonago Freight Terminal | 米子(貨)   | 324.2             | -  | -  | -  |                                       | Yonago           | Tottori   |
| Yasugi                  | 安来       | 331.8             | ●  | ●  | ●  |                                       | Yasugi           | Shimane   |
| Arashima                | 荒島       | 336.6             | ●  | ●  | ●  |                                       | Yasugi           | Shimane   |
| Iya                     | 揖屋       | 342.2             | ●  | ●  | ●  |                                       | Matsue           | Shimane   |
| Higashi-Matsue          | 東松江     | 345.3             | ●  | ●  | ●  |                                       | Matsue           | Shimane   |
| Matsue                  | 松江       | 351.9             | ●  | ●  | ●  |                                       | Matsue           | Shimane   |
| Nogi                    | 乃木       | 354.6             | ●  | ●  | -  |                                       | Matsue           | Shimane   |
| Tamatsukuri-Onsen       | 玉造温泉   | 358.5             | ●  | ●  | -  |                                       | Matsue           | Shimane   |
| Kimachi                 | 来待       | 364.5             | ●  | ●  | -  |                                       | Matsue           | Shimane   |
| Shinji                  | 宍道       | 368.9             | ●  | ●  | ●  | Linea Kisuki                          | Matsue           | Shimane   |
| Shōbara                 | 荘原       | 373.0             | ●  | ●  | ●  |                                       | Izumo            | Shimane   |
| Naoe                    | 直江       | 379.1             | ●  | ●  | ●  |                                       | Izumo            | Shimane   |
| Izumoshi                | 出雲市     | 384.6             | ●  | ●  | ●  | Linea Kita-Matsue (Dentetsu-Izumoshi) | Izumo            | Shimane   |
| Nishi-Izumo             | 西出雲     | 389.4             |    | ◎  |    |                                       | Izumo            | Shimane   |
| Izumo-Jinzai            | 出雲神西   | 391.4             |    | ○  |    |                                       | Izumo            | Shimane   |
| Kōnan                   | 江南       | 393.5             |    | ○  |    |                                       | Izumo            | Shimane   |
| Oda                     | 小田       | 400.1             |    | ○  |    |                                       | Izumo            | Shimane   |
| Tagi                    | 田儀       | 404.0             |    | ○  |    |                                       | Izumo            | Shimane   |
| Hane                    | 波根       | 411.5             |    | ○  |    |                                       | Ōda              | Shimane   |
| Kute                    | 久手       | 413.7             |    | ○  |    |                                       | Ōda              | Shimane   |
| Ōdashi                  | 大田市     | 417.2             |    | ●  |    |                                       | Ōda              | Shimane   |
| Shizuma                 | 静間       | 420.2             |    | ○  |    |                                       | Ōda              | Shimane   |
| Isotake                 | 五十猛     | 422.8             |    | ○  |    |                                       | Ōda              | Shimane   |
| Nima                    | 仁万       | 428.9             |    | ●  |    |                                       | Ōda              | Shimane   |
| Maji                    | 馬路       | 431.9             |    | ○  |    |                                       | Ōda              | Shimane   |
| Yusato                  | 湯里       | 434.8             |    | ○  |    |                                       | Ōda              | Shimane   |
| Yunotsu                 | 温泉津     | 437.9             |    | ●  |    |                                       | Ōda              | Shimane   |
| Iwami-Fukumitsu         | 石見福光   | 440.8             |    | ○  |    |                                       | Ōda              | Shimane   |
| Kuromatsu               | 黒松       | 443.6             |    | ○  |    |                                       | Gōtsu            | Shimane   |
| Asari                   | 浅利       | 448.0             |    | ○  |    |                                       | Gōtsu            | Shimane   |
| Gōtsu                   | 江津       | 454.3             |    | ●  |    | Linea Sankō                           | Gōtsu            | Shimane   |
| Tsunozu                 | 都野津     | 458.7             |    | ●  |    |                                       | Gōtsu            | Shimane   |
| Uyagawa                 | 敬川       | 460.5             |    | ○  |    |                                       | Gōtsu            | Shimane   |
| Hashi                   | 波子       | 463.3             |    | ●  |    |                                       | Gōtsu            | Shimane   |
| Kushiro                 | 久代       | 465.6             |    | ○  |    |                                       | Hamada           | Shimane   |
| Shimokō                 | 下府       | 469.7             |    | ○  |    |                                       | Hamada           | Shimane   |
| Hamada                  | 浜田       | 473.3             |    | ●  |    |                                       | Hamada           | Shimane   |
| Nishi-Hamada            | 西浜田     | 478.7             |    | ●  |    |                                       | Hamada           | Shimane   |
| Sufu                    | 周布       | 482.8             |    | ○  |    |                                       | Hamada           | Shimane   |
| Orii                    | 折居       | 487.6             |    | ●  |    |                                       | Hamada           | Shimane   |
| Miho-Misumi             | 三保三隅   | 492.6             |    | ●  |    |                                       | Hamada           | Shimane   |
| Okami                   | 岡見       | 497.6             |    | ○  |    |                                       | Hamada           | Shimane   |
| Kamate                  | 鎌手       | 502.7             |    | ○  |    |                                       | Masuda           | Shimane   |
| Iwami-Tsuda             | 石見津田   | 507.2             |    | ○  |    |                                       | Masuda           | Shimane   |
| Masuda                  | 益田       | 514.5             |    | ●  |    | Linea Yamaguchi                       | Masuda           | Shimane   |

### Da Masuda a Shimonoseki
| Station                | Giapponese   | Distanza da Kyoto | Collegamenti                   | Posizione    | Posizione    |
| Linea San'in           | Linea San'in | Linea San'in      | Linea San'in                   | Linea San'in | Linea San'in |
| ---------------------- | ------------ | ----------------- | ------------------------------ | ------------ | ------------ |
| Masuda                 | 益田         | 514.5             | Linea Yamaguchi                | Masuda       | Shimane      |
| Todakohama             | 戸田小浜     | 524.3             |                                | Masuda       | Shimane      |
| Iinoura                | 飯浦         | 528.0             |                                | Masuda       | Shimane      |
| Esaki                  | 江崎         | 533.8             |                                | Hagi         | Yamaguchi    |
| Susa                   | 須佐         | 540.4             |                                | Hagi         | Yamaguchi    |
| Utagō                  | 宇田郷       | 549.2             |                                | Abu, Abu     | Yamaguchi    |
| Kiyo                   | 木与         | 555.6             |                                | Abu, Abu     | Yamaguchi    |
| Nago                   | 奈古         | 560.2             |                                | Abu, Abu     | Yamaguchi    |
| Nagato-Ōi              | 長門大井     | 564.5             |                                | Hagi         | Yamaguchi    |
| Koshigahama            | 越ヶ浜       | 569.1             |                                | Hagi         | Yamaguchi    |
| Higashi-Hagi           | 東萩         | 572.0             |                                | Hagi         | Yamaguchi    |
| Hagi                   | 萩           | 575.8             |                                | Hagi         | Yamaguchi    |
| Tamae                  | 玉江         | 578.2             |                                | Hagi         | Yamaguchi    |
| Sammi                  | 三見         | 583.9             |                                | Hagi         | Yamaguchi    |
| Ii                     | 飯井         | 588.1             |                                | Hagi         | Yamaguchi    |
| Nagato-Misumi          | 長門三隅     | 594.5             |                                | Nagato       | Yamaguchi    |
| Nagatoshi              | 長門市       | 599.6             | Linea Mine Diramazione Senzaki | Nagato       | Yamaguchi    |
| Kiwado                 | 黄波戸       | 604.9             |                                | Nagato       | Yamaguchi    |
| Nagato-Furuichi        | 長門古市     | 609.0             |                                | Nagato       | Yamaguchi    |
| Hitomaru               | 人丸         | 613.5             |                                | Nagato       | Yamaguchi    |
| Igami                  | 伊上         | 617.9             |                                | Nagato       | Yamaguchi    |
| Nagato-Awano           | 長門粟野     | 622.1             |                                | Shimonoseki  | Yamaguchi    |
| Agawa                  | 阿川         | 627.4             |                                | Shimonoseki  | Yamaguchi    |
| Kottoi                 | 特牛         | 631.1             |                                | Shimonoseki  | Yamaguchi    |
| Takibe                 | 滝部         | 635.1             |                                | Shimonoseki  | Yamaguchi    |
| Nagato-Futami          | 長門二見     | 639.9             |                                | Shimonoseki  | Yamaguchi    |
| Ukahongō               | 宇賀本郷     | 643.5             |                                | Shimonoseki  | Yamaguchi    |
| Yutama                 | 湯玉         | 645.7             |                                | Shimonoseki  | Yamaguchi    |
| Kogushi                | 小串         | 650.2             |                                | Shimonoseki  | Yamaguchi    |
| Kawatana-Onsen         | 川棚温泉     | 652.9             |                                | Shimonoseki  | Yamaguchi    |
| Kuroimura              | 黒井村       | 655.4             |                                | Shimonoseki  | Yamaguchi    |
| Umegatō                | 梅ヶ峠       | 658.8             |                                | Shimonoseki  | Yamaguchi    |
| Yoshimi                | 吉見         | 662.7             |                                | Shimonoseki  | Yamaguchi    |
| Fukue                  | 福江         | 665.6             |                                | Shimonoseki  | Yamaguchi    |
| Yasuoka                | 安岡         | 668.2             |                                | Shimonoseki  | Yamaguchi    |
| Kajikuri-Gōdaichi      | 梶栗郷台地   | 679.6             |                                | Shimonoseki  | Yamaguchi    |
| Ayaragi                | 綾羅木       | 670.7             |                                | Shimonoseki  | Yamaguchi    |
| Hatabu                 | 幡生         | 673.8             | Linea principale Sanyō         | Shimonoseki  | Yamaguchi    |
| Linea principale Sanyō |              |                   |                                |              |              |
| Hatabu                 | 幡生         |                   | Sanin Main Line                | Shimonoseki  | Yamaguchi    |
| Shimonoseki            | 下関         | 677.3             |                                | Shimonoseki  | Yamaguchi    |

### Diramazione Senzaki
| Stazione  | Giapponese | Distanza | Collegamenti               | Posizione | Posizione |
| --------- | ---------- | -------- | -------------------------- | --------- | --------- |
| Nagatoshi | 長門市     | 0.0      | Mine Line, Sanin Main Line | Nagato    | Yamaguchi |
| Senzaki   | 仙崎       | 2.2      |                            | Nagato    | Yamaguchi |